# Norah al-Faiz
Norah bint Abdallah Al Faiz ( arabiska: نورة بنت عبد الله الفايز ), även stavat Noura Al Fayez, född 1956 i Shaqraa, är en saudiarabisk politiker och den första kvinnan att inneha en regeringsplats i Saudiarabien.

## Biografi
Al Faiz föddes i Shaqraa 1956 och avlade en fil. kand-examen i sociologi vid Kung Saud-universitetet i Riyadh 1979. Hon tog också en magisterexamen i utbildningsteknik från Utah State University 1982.
Vid återkomsten till Saudiarabien arbetade Al Faiz som lärare. Hon blev huvudrektor för flickornas avdelning på prins al-Walid bin Talals kungliga skolor.
Sedan arbetade Al Faiz som chef för utbildningsministeriets centrum för utbildningsteknik, samt som föreläsare och chef för utbildningsrådet för ministeriets administrationsinstitut från 1983 till 1988. År 1993 blev hon departementets pedagogiska handledare för privatutbildning för flickor. Hon utsågs också till generaldirektör för kvinnornas del av institutet för offentlig förvaltning, en position hon innehade fram till 2009. Dessutom arbetade hon som lektor vid institutionen för utbildningsteknik 1989-1995 på högskolan för utbildning, Kung Saud-universitetet.
I februari 2009 utnämndes Al Faiz till biträdande utbildningsminister med ansvar för kvinnofrågor i februari 2009 och är den första kvinnan att leda flickors utbildning i Saudiarabien.

## Utmärkelser
Under 2009 rankades hon som en av de 500 mest inflytelserika muslimerna av Georgetown Universitys centrum för muslimers och kristnas förståelse. I april 2012 utsågs hon till hedersdoktor vid Utah State University.